# María Muñiz de Urquiza

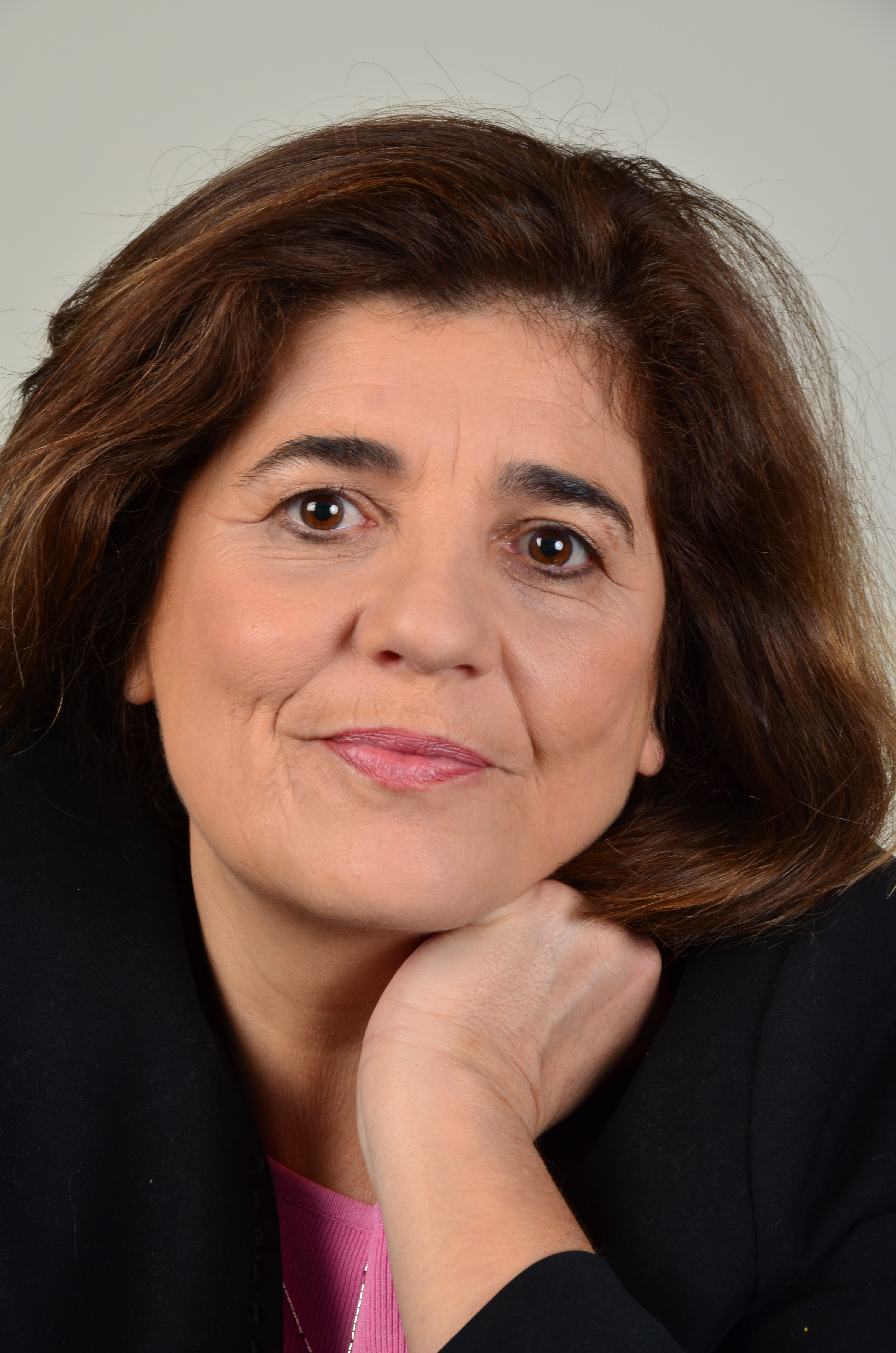
María Muñiz de Urquiza, 2014

María Paloma Muñiz de Urquiza (* 5. August 1962 in Gijón) ist eine spanische Politikerin der Partido Socialista Obrero Español.

## Leben
Urquiza studierte Politikwissenschaften und Soziologie. Von 1989 bis 1994 war sie Dozentin für internationales öffentliches Recht an der Universität Carlos III in Madrid. Nachdem sie im Europäischen Parlament Beraterin für Außenpolitik, Menschenrechte und bürgerliche Freiheiten der SPE-Fraktion sowie der Delegation für die Beziehungen zu Zentralamerika war, zog sie dort nach der Europawahl 2009 als Abgeordnete der PSOE ein und war bis 2014 Mitglied des Europaparlaments. Bis Ende März 2012 saß sie der Delegation im gemischten parlamentarischen Ausschuss EU-Chile vor. Sie war Mitglied im Ausschuss für auswärtige Beziehungen. 2011 leitete sie eine EU-Delegation, die die Wahlen in Sambia 2011 beobachtete.

## Werke (Auswahl)
- La cooperación para el desarrollo con América Latina en el marco de la política exterior de la españa democrática (Die Entwicklungszusammenarbeit mit Lateinamerika im Rahmen der Außenpolitik des demokratischen Spaniens).